# Bedemand
En bedemand er en selvstændig erhvervsdrivende, der forestår alt det praktiske omkring begravelser og ligbrændinger. Tidligere var de kommunale bestillingsmænd, der i købstæderne havde eneret til at bede (indbyde) til barnedåb, kirkegang, bryllupper og begravelser. At være bedemand kræver ingen egentlig uddannelse eller autorisation.

## Historie
I den gamle begravelsesforordning af 7. november 1682, der tilsigtede at afskaffe den store overdådighed og de
unyttige omkostninger, der "af de fleste over deres stand og vilkår med deres afdøde forældres, børns og venners ligs begængelser og jordefærd gøres, hvorved Gud fortørnes" osv., var det foreskrevet, at kun magistraten kunne forordne hvem der kunne benyttes til at indbyde til ligfølge. Foruden at indbyde til de nævnte højtideligheder, hvilket vil sige, at de overbragte indbydelserne efter den tids skik, blev de også brugt til at ordne alt, hvad der var fornødent til den kirkelige handlings foretagelse.
I Danmark organiseres de fleste bedemænd i brancheforeningen Danske Bedemænd, der blev etableret i 1957. Foreningen tilrettelægger blandt andet kurser for nye bedemænd.